# Предшественник белка
Предшественник белка, также называемый про-белком или пропептидом, представляет собой неактивный белок (или пептид), который можно превратить в активную форму с помощью посттрансляционной модификации, такой как отрыв части молекулы или добавление другой молекулы. Название предшественника белка часто начинается с префикса про-. Примеры включают проинсулин и проопиомеланокортин, которые являются прогормонами.
Предшественники белка часто используются организмом, когда последующий белок потенциально опасен, но они должны быть доступны в короткие сроки и/или в больших количествах. Предшественники ферментов называются зимогенами или проферментами. Примерами являются ферменты пищеварительного тракта человека.
Некоторые предшественники белка секретируются из клетки. Многие из них синтезируются с N-концевым сигнальным пептидом, который нацелен на их секрецию. Как и другие белки, содержащие сигнальный пептид, их название имеет префикс пре. Таким образом, они называются пре-протеинами или пре-пропептидами. Сигнальный пептид отщепляется в эндоплазматическом ретикулуме.Пример — препроинсулин.
Пропоследовательности — это участки в белке, которые необходимы для его правильной укладки, обычно при переходе белка из неактивного в активное состояние. Пропоследовательности также могут участвовать в транспорте и секреции протеинов.